# ديفيد بينوا (كرة سلة)
ديفيد بينوا (بالإنجليزية: David Benoit)‏ مواليد 9 مايو 1968 في لافاييت، هو لاعب كرة سلة أمريكي سابق. بدأ مسيرته الاحترافية في سنة 1990. يبلغ طوله 6 قدم 8 بوصة (2.0 م). اعتزل اللعب في 2007.

## المسيرة الاحترافية
لعب مع بالونكيستو مالقا في الدوري الإسباني في موسم 1990–1991، ثم لعب مع يوتا جاز من سنة 1991 إلى 1996، ثم لعب مع بروكلين نتس من سنة 1996 إلى 1998، ثم لعب مع أورلاندو ماجيك في سنة 1998، ثم لعب مع مكابي تل أبيب لكرة السلة في موسم 1998–1999، ثم لعب مع يوتا جاز في موسم 2000–2001، ثم لعب مع سايتاما برونكوس من سنة 2005 إلى 2007.

## روابط خارجية
- ديفيد بينوا على موقع إن بي أي (الإنجليزية)
- ديفيد بينوا على موقع سبورتس رفرنس (الإنجليزية)
- ديفيد بينوا على موقع كرة السلة الأوروبية.كوم (الإنجليزية)
- ديفيد بينوا على موقع كلية كرة السلة في سبورتس رفرنس.كوم (الإنجليزية)
- ديفيد بينوا على موقع ريلجم (الإنجليزية)
- ديفيد بينوا على موقع بروبوليرز (الإنجليزية)
- ديفيد بينوا على موقع سبورتس رفرنس (الإنجليزية)